# Fratelli della Presentazione
I Fratelli della Presentazione (in latino Fratres Piae Congregationis a Presentatione, in inglese Presentation Brothers) sono un istituto religioso maschile di diritto pontificio: i membri di questa congregazione laicale pospongono al loro nome la sigla F.P.M.

## Storia

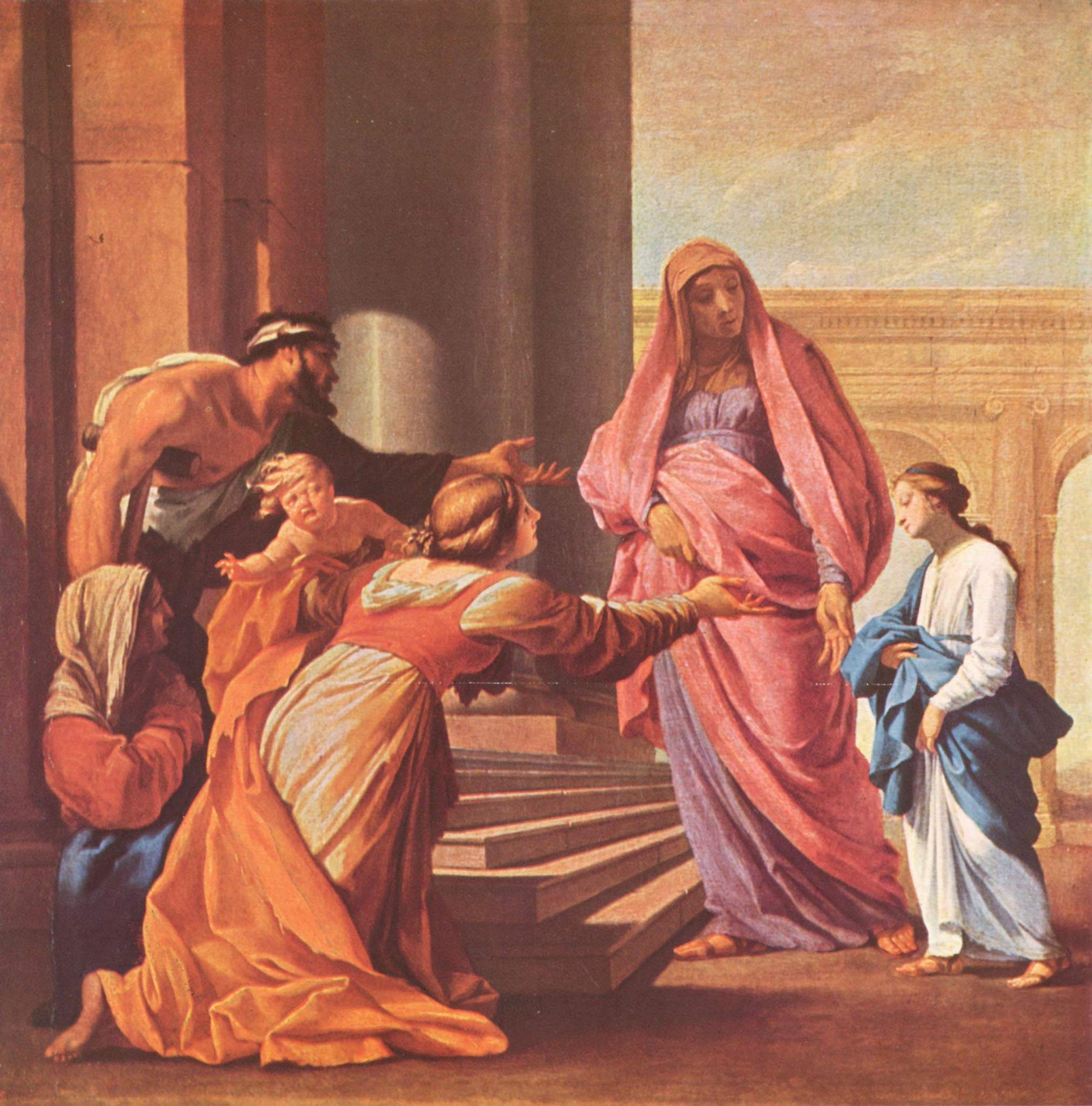
La Presentazione di Maria al tempio: dipinto di Eustache Le Sueur

La congregazione deriva da quella fondata a Waterford nel 1802 da Edmund Ignatius Rice (1762-1844) che, rimasto vedovo, abbandonò il suo lavoro di commerciante e decise di dedicarsi all'istruzione della gioventù povera: per l'organizzazione della fraternità, inizialmente Rice si ispirò alle Suore della Presentazione di Nano Nagle, delle quali adottò la regola, ma nel 1822 ristrutturò la compagnia sul modello dei Fratelli delle Scuole Cristiane di La Salle.
Un gruppo di religiosi guidato da fratel Michael Augustine Riordan, un ex architetto al servizio della diocesi di Cork, preferì mantenere la regola originaria e diede origine a una congregazione autonoma, intitolata alla Presentazione della Beata Vergine Maria.
L'istituto ottenne il pontificio decreto di lode il 2 luglio 1874 e le sue costituzioni vennero approvate definitivamente dalla Santa Sede il 15 giugno 1889.

## Attività e diffusione
I Fratelli della Presentazione sono dediti all'istruzione ed all'educazione cristiana della gioventù.
Sono presenti in Europa (Irlanda, Regno Unito, Slovacchia, Svizzera), in America (Canada, Grenada, Saint Lucia, Stati Uniti d'America) e in Africa (Ghana, Nigeria): la sede generalizia è a Cork.
Al 31 dicembre 2005, la congregazione contava 26 case e 101 religiosi.